# Ania Movie
Ania Movie – album Ani Dąbrowskiej wydany w roku 2010.

## Ogólne informacje
Album zawiera piosenki z klasycznych filmów i seriali, m.in. Nocny kowboj czy M*A*S*H. Jest to, według zapowiedzi, ostatnia płyta artystki nawiązująca do stylistyki retro. Anonsowana początkowo na 22 marca 2010 roku premiera płyty została przesunięta na 2 kwietnia z powodu wady technicznej. Płyta ukazała się w dwóch wersjach: jedno- i dwupłytowej.
Ania Movie spotkała się z przychylnym odbiorem i dużym sukcesem komercyjnym. Zadebiutowała na 1. miejscu listy sprzedaży OLiS i utrzymała się na tej pozycji przez 7 tygodni. Łącznie była obecna w zestawieniu 29 razy. Już 5 maja 2010 wydawnictwo uzyskało status platynowej płyty. Łącznie album osiągnął nakład ponad 50 tys. zestawów, zostając czwartym bestsellerem 2010 roku (część źródeł mówi nawet o liczbie 80 tysięcy, chodzi jednak o liczbę nośników w zestawach). Wysoka sprzedaż Ania Movie zapewniła piosenkarce drugie miejsce podczas koncertu TOP festiwalu TOPtrendy 2011.

## Lista utworów
Opracowano na podstawie materiału źródłowego.

### CD 1 (edycja podstawowa)
1. „Bang Bang (My Baby Shot Me Down)” (muz. i sł. Sonny Bono) – 3:38
2. „Everybody's Talkin'” (muz. i sł. Fred Neil) – 3:44
3. „Give Me Your Love” (muz. i sł. Curtis Mayfield) – 3:22
4. „Across 110th Street” (muz. i sł. Bobby Womack, Peace) – 3:55
5. „Suicide Is Painless” (muz. Johnny Mandel, sł. Michael Altman) – 2:57
6. „Silent Sigh” (muz. i sł. Badly Drawn Boy) – 8:22
7. „Strawberry Fields Forever” (muz. John Lennon, Paul McCartney, sł. John Lennon) – 5:08
8. „Deeper and Deeper” (muz. i sł. Tony Bruno) – 4:18
9. „Sound of Silence” (muz. i sł. Paul Simon) – 4:47

### CD 2 (Bonus Disc)
1. „Nigdy nie mów nigdy” (muz. Ania Dąbrowska, Bogdan Kondracki, Jakub Galiński, sł. Anna Dąbrowska, Karolina Kozak) – 3:13
2. „Lalolot” (muz. Robert Cichy, Tomasz Duda, Jakub Galiński, Filip Jurczyszyn) – 3:46
3. „Johnny and Mary” (feat. Nouvelle Vague) (muz. i sł. Robert Palmer) – 3:49
4. „Long Time Woman” (muz. i sł. Hall Daniels) – 2:30
5. „Driving All Around” (feat. Bogdan Kondracki) (muz. i sł. Guido De Angelis, Maurizio De Angelis) – 4:27
6. „Everybody's Talkin'” (Demo) (muz. i sł. Fred Neil) – 3:45
7. „Suicide Is Painless” (Demo) (muz. Johnny Mandel, sł. Mike Altman) – 2:57
8. „L'ultimo” (muz. Ennio Morricone) – 3:40
9. „Smutek mam we krwi” (Live) (muz. Anna Dąbrowska, sł. Anna Dąbrowska, Agnieszka Szypura, Karolina Kozak) – 3:32

Wideo:
1. „Nigdy nie mów nigdy” (reżyseria: Mirosław Kuba Brożek) – 3:13
2. „Smutek mam we krwi” (reżyseria: Ania Dąbrowska, Bo Martin) – 3:32

## Twórcy
Opracowano na podstawie materiału źródłowego.

- Ania Dąbrowska – aranżacje smyczków, inżynieria dźwięku, produkcja, wokal prowadzący, wokal wspierający
- Kuba Galiński – aranżacje smyczków, inżynieria dźwięku, produkcja, instrumenty klawiszowe, wibrafon, klawinet
- Bogdan Kondracki – inżynieria dźwięku, miksowanie, produkcja, gitara basowa
- Adam Sztaba – aranżacje smyczków, dyrygent
- Kasia Piszek – Fender Rhodes, wokal wspierający
- Robert Cichy – gitara
- Filip Jurczyszyn – gitara basowa
- Marcin Ułanowski – perkusja
- Manolo Alban Juarez – instrumenty perkusyjne
- Leszek Kamiński – inżynieria dźwięku
- Piotr Zabrodzki – inżynieria dźwięku, syntezator
- Jacek Gawłowski – mastering
- Sylwia Mierzejewska – skrzypce, koncertmistrz
- Alfred Dalhen – altówka
- Jacek Stanisławiak – altówka
- Wadim Zarych – altówka
- Michał Jarmuła – skrzypce
- Waldemar Dźwigaj – skrzypce
- Walentyna Musij-Hołubowska – skrzypce
- Ireneusz Izdebski – skrzypce
- Jan Doleżyczek – skrzypce
- Mariusz Kielan – skrzypce
- Magda Ziętek – skrzypce
- Adam Bytof – wiolonczela
- Magdalena Szwarc – wiolonczela
- Paweł Jarzęcki – wiolonczela
- Justyna Straszyńska – wiolonczela
- Wojciech Traczyk – kontrabas
- Dominik Trębski – puzon, skrzydłówka, trąbka
- Tomasz Duda – flet, saksofon
- Kamil Karaszewski – waltornia
- Paweł Jóźwicki – producent wykonawczy, management
- Marcin Russek – management
- Krzysztof Dominik – management
- Macio Moretti – design
- Mariusz Szypura – design